# Ciclo épico
Se denomina ciclo épico al conjunto de poemas datados en la época de la Grecia arcaica que transmitían todas las epopeyas de la mitología griega.
Sin embargo a veces se considera que el ciclo épico solo se compone de los poemas de la mencionada época que narraban los acontecimientos relacionados con la guerra de Troya y cuyo conjunto suele conocerse como ciclo troyano.
En el sentido amplio del concepto, al ciclo épico pertenecían los siguientes poemas (en orden cronológico):
- Ciclo troyano
  - Ciprias
  - Ilíada
  - Etiópida
  - Pequeña Ilíada
  - Iliupersis
  - Regresos (Nóstoi)
  - Odisea
  - Telegonía o Tesprócida

- Ciclo tebano
  - Edipodia
  - Tebaida
  - Epígonos

- Otros poemas
  - Titanomaquia

A excepción de la Ilíada y la Odisea, estos poemas no se han conservado, aunque es posible conocer algunas partes de sus contenidos gracias a algunos fragmentos conservados y a los resúmenes realizados acerca de ellos por Proclo.